# 連絡線
連絡線（れんらくせん）とは、電力系統や鉄道路線において他の線に接続するために設けられるもの。

## 電力系統
電力供給では送電系統の連繋系統として各送電系統を連絡するために設置される線を連絡線（tie line）という。連絡線において伝送される電力を連絡線負荷（tie line load）という。
連絡線の自動制御方式は電力系統の自動制御の方法により異なる。
定周波数制御(flat frequency control)
系統内に周波数調整用発電所を設けて連絡線負荷と無関係に周波数のみを自動制御する方式。連繋系統の連絡線負荷の制御を実施する必要のある場合には別に手動あるいは自動装置によって制御しなければならない。
定連絡線負荷制御(flat tie-line load control)
比較的容量の小さい系統で採用される連絡線負荷のみを自動制御する方式。
周波数偏倚連絡線負荷制御(tie-line load bias control)
定連絡線負荷制御に周波数偏倚（周波数変化量）を加えて自動制御する方式。
局部負荷制御(local load control)
系統の局部に特殊な負荷と電源が共存している場合にその負荷変化に応じて局部電源の発電力を制御する方式。

## 鉄道線路
鉄道においては他の路線同士を接続するための線路に対する名称である。遠回りすることなく路線同士を結ぶためのものは短絡線（たんらくせん）とも呼ばれる。
駅構内の渡り線のような小規模なものから、デルタ線の一辺となっているもの、独立した路線となっているものまで、形態や規模はさまざまである。しかし連絡線自体が主要な路線に位置づけされることは少ない。
また、連絡線として建設されたが、その後の運行系統の変化などによって連絡線とは呼ばれなくなるケースもある。南海電気鉄道の岸里玉出駅における南海本線と高野線の間の線路（当初は「東連絡線」という通称があった）はその典型である。
なお、接続先の路線が軌間や電気方式、保安方式の違いなどにより直通できない場合でも連絡線と呼ばれることがある。上飯田連絡線や三岐鉄道の近鉄連絡線、阪急電鉄が計画している阪急新大阪連絡線や西梅田・十三連絡線、なにわ筋連絡線などが該当する。

### 日本の連絡線
※JR路線同士を結ぶ線路でデルタ線を形成しているものは「デルタ線」の項を参照。

#### 現存する連絡線

##### 自社線同士の連絡線
札幌市交通局
- 東西線西11丁目駅 - 東豊線さっぽろ駅
  - 東豊線には車両基地が無く、全車両が東西線の西車両基地に配置されているため、その入出庫に使用。信号上は大通駅構内である。

東日本旅客鉄道（JR東日本）
- 東北本線松島駅 - 仙石線高城町駅 （仙石線・東北本線接続線）
  - 東北本線仙台駅方面と仙石線石巻駅方面を結ぶ直通快速列車（仙石東北ライン）が使用。東北本線の無名枝線として営業キロ（0.3 km）が設定されている。東北本線（盛岡方面）との分岐点は松島駅の塩釜駅方（松島駅構内の扱い）にあり、営業（線路名称）上は松島駅を分岐駅としている。ただし、松島駅には当線の乗降設備はないため、松島駅で当線経由の列車に乗降することはできない。

- 立川駅（青梅短絡線）
  - 南武線上下・中央本線下り - 青梅線を直通する列車が使用。中央本線との平面交差を避けるため。
- 尻手駅 - 新鶴見信号場（尻手短絡線）

東京地下鉄（東京メトロ）
- 赤坂見附駅（丸ノ内線と銀座線）
  - 銀座線車両の中野車両基地、小石川車両基地との入出庫に使用。
- 千代田線霞ケ関駅 - 有楽町線桜田門駅間[3][4]
- 市ケ谷駅（有楽町線と南北線）
  - 霞ケ関駅 - 桜田門駅間も市ケ谷駅も有楽町線・南北線の車両を綾瀬工場へ引き込むために使用。営業列車（特急「ベイリゾート」や東京湾大華火祭開催時の臨時列車）が通過することもある。
- 小竹向原駅 - 千川駅（有楽町線と副都心線）
  - 有楽町線と副都心線との同時平面交差を避けるための短絡線。新木場駅方面は2013年2月に供用を開始し、和光市駅方面は2016年2月14日に完成した[5]。

東京都交通局
- 新橋駅 - 汐留駅付近（浅草線と大江戸線）
  - 大江戸線の車両を馬込車両検修場へ引き込むのに使用。
  - 大江戸線の車両は、レールの間にリアクションプレートを設置して走行するリニアモーター方式であり、一般的なモーターを搭載していないために、浅草線内で自走できないのでE5000形電気機関車で牽引する。

名古屋鉄道
- 枇杷島分岐点（名古屋本線西枇杷島駅 - 犬山線下小田井駅間）
  - デルタ線の一部。この区間を通過する営業列車はなく、車両の留置が主である。

名古屋市交通局
- 丸の内駅（鶴舞線と桜通線）
  - 桜通線の車両を日進工場へ輸送するために使用。

西日本旅客鉄道（JR西日本）
- 天王寺駅構内（関西本線と阪和線）
  - 大阪環状線 - 阪和線直通列車で使用。1989年（平成元年）に開通、2008年（平成20年）に複線化された。それまでも連絡線自体は存在したが、スイッチバックが必要で、列車の回送など営業運転以外の用途に限られていた。

近畿日本鉄道
- 橿原線新ノ口駅 - 大阪線大和八木駅間（新ノ口短絡線）
  - 京都駅 - 賢島駅間直通特急（京伊特急）および天理駅発着臨時特急で使用。
- 大和八木駅付近（大阪線真菅駅 - 橿原線八木西口駅間）
  - 回送列車（主に南大阪線古市検車区所属車両やけいはんな線東花園検車区所属車両の五位堂検修車庫への入出場回送）や貸切列車のみ使用。上記の短絡線が完成するまでは京伊特急や準急にも使われていた。元来は本線（大阪電気軌道八木線）だった区間である。
- 伊勢中川駅付近（中川短絡線、大阪線川合高岡駅 - 名古屋線桃園駅間）
  - 大阪難波駅 - 近鉄名古屋駅間直通特急（名阪特急）で使用。
- 橿原線田原本駅 - 田原本線西田原本駅間
  - 田原本線車両の西大寺検車区への入出庫に使用。かつては普通列車も使用していた時期があったが、現在は臨時列車を除き営業列車の運行はない。

大阪市高速電気軌道（Osaka Metro）
- 阿波座駅付近（中央線と千日前線）
  - 千日前線の車両を森之宮検車場へ引き込むため、および転属回送で使用。
- 谷町四丁目駅付近（中央線と谷町線）
  - 谷町線の車両を森之宮検車場へ引き込むため、および転属回送で使用。
- 本町駅付近（中央線と四つ橋線）
  - 森之宮検車場の車両を緑木検車場へ引き込むため、および転属回送で使用。

森之宮検車場全重部門の廃止（車庫のみ引き続き存続）に併せて緑木検車場へ検車機能を統合し、中央線以外に千日前線・谷町線の各車両も中央線を介して緑木検車場まで引き込んでいる。なお、それまで御堂筋線・四つ橋線と中央線など、線路が直接繋がっていなかった路線同士の車両の転属回送は、トレーラーを使用して深夜に陸送を行っていた。
- 鶴見緑地北車庫（長堀鶴見緑地線鶴見検車場 - 今里筋線清水駅 間）
  - 今里筋線の車両を鶴見検車場へ引き込むために使用。

阪急電鉄
- 西宮北口駅（社内呼称9号線、今津（北）線門戸厄神駅 - 神戸本線武庫之荘駅間）
  - 上り方向のみ。今津（北）線から神戸本線への直通運転（朝ラッシュ時の準急および阪神競馬開催時の臨時列車）と回送列車に使用。かつては神戸三宮駅方面にも存在した。
- 西宮北口駅（社内呼称8号線、今津（南）線阪神国道駅 - 神戸本線夙川駅間）
  - 今津（南）線車両の西宮車庫への入出庫に使用。営業列車の運行はない。駅構内に専用の踏切がある。
- 夙川駅（神戸本線夙川駅 - 甲陽線苦楽園口駅間）
  - 甲陽線車両の西宮車庫への入出庫に使用。営業列車の運行はない。配線の関係で、出庫車両は甲陽線に入線するまでスイッチバックを3回繰り返す。

阪神電気鉄道
- 武庫川駅 - 武庫川信号場間（本線と武庫川線）
  - 武庫川信号場は、鳴尾・武庫川女子大前駅との間にある。武庫川線車両の尼崎車庫への入出庫に使用。営業列車の運行はない。武庫川線側ではスイッチバックする構造であるほか、本線には渡り線がないため、出庫車両は甲子園駅まで回送し折り返した上で入線している。

##### 他社線との連絡線
JR東日本と東武鉄道
- 栗橋駅（東北本線と東武日光線）
  - 新宿駅 - 東武日光駅または鬼怒川温泉駅間直通特急「（スペーシア）きぬがわ・日光」および東北本線経由で甲種輸送されてきた新車などの搬入で使用。

JR東日本と西武鉄道
- 武蔵野線新秋津駅 - 西武池袋線所沢駅間
  - 貨物輸送用。1996年の西武鉄道の貨物輸送廃止以降は新車搬入および改造委託や西武多摩川線所属車両入出場に伴う甲種輸送で使用。

西武鉄道と秩父鉄道
- 西武秩父線西武秩父駅 - 秩父鉄道秩父本線御花畑駅間
  - 西武から秩父鉄道への直通運転で使用。直通運転は三峰口駅方面と秩父駅方面の両方で行われているが、三峰口駅方面との間はスイッチバックとなる。

JR東日本と東京臨海高速鉄道
- 新木場駅（京葉線と東京臨海高速鉄道りんかい線）
  - りんかい線開業当初は同線内に車両基地がなかったためJRに検査を委託しており、蘇我駅寄りにある連絡線を介して京葉電車区などに回送していた。乗り入れ構想はあるものの、りんかい線から先も再度JRに直通させると経路判定ができなくなるなど運賃計算が煩雑になる懸念から営業列車の直通運転は行われていない。ただし、過去には団体臨時列車が運行されたことはある[6]。

相模鉄道とJR東日本
- 相鉄本線西谷駅 - 羽沢横浜国大駅間（相鉄新横浜線、事業名称：神奈川東部方面線 相鉄・JR直通線）
  - 相鉄本線海老名駅からJR東海道貨物線と品鶴線・大崎支線を介した埼京線新宿駅方面への直通運転で使用。

京浜急行電鉄とJR東日本
- 京急逗子線六浦駅 - 横須賀線逗子駅間
  - 総合車両製作所横浜事業所（旧東急車輛製造）が京浜急行電鉄（京急）の金沢八景駅に隣接して立地する都合上、京急逗子線の金沢八景 - 神武寺駅間の上り線は、JRなどへの新製車両の納入や、改造車両などの入出場で使用。横浜事業所からJR逗子駅までの搬出入（回送）線を併設しており、1435mm（標準軌）と1067mm（狭軌）の三線軌条区間となっている。

小田急電鉄とJR東海
- 新松田駅付近（小田急小田原線渋沢駅 - JR御殿場線松田駅間）
  - 特急「ふじさん」の直通運転および御殿場線経由で甲種輸送されてきた新車などの搬入で使用。

JR東海と伊豆箱根鉄道
- 三島駅構内（東海道本線と伊豆箱根鉄道駿豆線）
  - 特急「踊り子」の直通運転で使用。

南海電気鉄道とJR西日本
- 和歌山市駅構内（南海本線と紀勢本線）
  - かつての急行「きのくに」の南海なんば駅 - 白浜駅直通運転および紀勢本線経由で甲種輸送されてきた新車などの搬入で使用。
- 和歌山駅構内
  - 和歌山電鐵貴志川線（旧・南海貴志川線）を走行する車両検査で甲種輸送の搬入で使用。

#### 構想および計画中の連絡線
JR東日本
- 横須賀線西大井駅付近（旧・蛇窪信号場付近） - 山手線大崎駅付近
  - 2004年10月16日、湘南新宿ラインの大増発（32往復 → 64往復）に伴い、旧蛇窪信号場付近において東京方面へ向かう列車（横須賀線・成田エクスプレスなど）と新宿方面へ向かう列車（湘南新宿ラインなど）との平面交差が運行ダイヤ上のネックとなっている。そのため、この平面交差解消を目的とした上り線旅客列車専用の短絡線建設構想が存在する[7]。ただし、2016年現在、具体的な建設計画などは公表されていない。

- 東海道線新橋駅 - 品川駅間（田町駅付近） - 東海道貨物線（大汐線）
  - 羽田空港アクセス線（仮称）計画の一部として、東海道線（旅客線）上下線の間からシールドトンネルで東海道線下り線・東海道新幹線の下をくぐり、大汐線までの短絡線が建設される。これにより羽田空港から東京駅へ、さらに上野東京ラインを介して宇都宮線（東北本線）・高崎線・常磐線方面へ直通が可能となる。[8]

#### 廃止された連絡線
※両方の路線が接続地点において現存するものに限定して記載する。事業者名は撤去時点の名称。
小田急電鉄と京王帝都電鉄（現在の京王電鉄）
- 小田急小田原線世田谷代田駅 - 京王井の頭線新代田駅間（代田連絡線）
  - 戦時中、1945年5月の空襲で井の頭線永福町車庫が被災した後、他路線からの借入車や新車の搬入、被災車両の搬出、借入車の返却を行うため、強制収用した土地に建設された[9]。建設当時は、両線がいずれも東京急行電鉄（いわゆる大東急。1948年6月に小田急電鉄・京王帝都電鉄が分離発足）だったため実現した。京王帝都電鉄（現在の京王電鉄）が承継した後、地主からの返還請求により1952年に使用を停止し、翌年撤去された[9]。その跡地は世田谷代田駅にわずかに残っていたが、小田急線の複々線化事業の進捗により完全に消滅した[9]。

日本国有鉄道と京浜急行電鉄
- 東海道本線蒲田駅 - 京急穴守線（現在の空港線）京急蒲田駅間（蒲蒲連絡線）
  - 太平洋戦争後の1945年9月、羽田飛行場を接収した米軍への物資輸送用として建設。建設時点では穴守線は東京急行電鉄（いわゆる大東急）に所属していた（1948年6月に京浜急行電鉄として再分離）。京急穴守線は上り線を1067mmに改軌の上、国鉄の運行による貨物輸送が1952年11月まで実施されていた。現在は線路は撤去され、跡地は道路等に転用されている[10]。なお2014年現在、大田区が東急多摩川線矢口渡駅 - 京急空港線大鳥居駅間に新線を敷設する蒲蒲線（仮称）の計画を検討中であるが、上述の蒲蒲連絡線とは無関係である。

日本国有鉄道と小田急電鉄
- 南武線宿河原駅 - 小田急小田原線向ヶ丘遊園駅（当時は稲田登戸駅）間（登戸連絡線、南武連絡線）
  - 南武線が国有化される前の1937年に設置された[9]。当時は連絡線を通じた貨物輸送（砂利運搬）[9]や、電車の貸し借りが行われていた。また、戦争中には東海道本線が戦争で被災した場合の迂回路に想定されたこともある。主な輸送対象だった河川の砂利採取が禁止されたことで1967年3月に廃止[9]。跡地も区画整理されほぼ現存しない。ただし、南武線宿河原駅 - 登戸駅間の線路際西側に小田急電鉄の用地が僅かながら現存する。

日本国有鉄道と東京急行電鉄（現在の東急電鉄）
- 菊名駅構内（横浜線と東急東横線）
  - 甲種輸送などを行うため、東横線渋谷方面と横浜線八王子方面の線路の間に連絡線（いわゆる授受線）が存在した。後にその役割を長津田駅に譲っている。1966年9月に撤去され、痕跡は残っていない。

JR西日本と富山地方鉄道
- 富山駅・電鉄富山駅構内
  - JR西日本の軌道検測車（キヤ141系）を入線させるため。過去には、国鉄時代（1970年 - 1983年）には大阪駅発の急行電車「立山」や名古屋（名鉄名古屋駅）方面からの特急「北アルプス」などが、JRとなってからも（1990年 - 1999年）大阪方面から特急「スーパー雷鳥」や「サンダーバード」などが、国鉄（JR）富山駅から地鉄線に乗り入れる定期運用もあった。富山駅の高架化工事に伴い撤去されている。

日本国有鉄道
- 東海道本線熱田駅 - 中央本線千種駅間（東海道本線貨物支線）
  - 熱田駅の東にあった兵器工場（名古屋陸軍造兵廠高蔵・熱田製造所）や車両工場（日本車輌製造）で製造された物資の輸送の便を図るため、1918年（大正7年）9月10日に開設された連絡線である。当時中央本線の、名古屋市内の駅は名古屋駅と千種駅しか存在せず、東海道本線・熱田駅方面と中央本線間の物資輸送は、一旦名古屋駅まで輸送してスイッチバックしなければならず、不便を強いられた。本連絡線はその不便を解消するために設けられたものである。東海道線の分岐点は熱田駅の北0.5km付近（北緯35度8分9.5秒 東経136度54分29.3秒 / 北緯35.135972度 東経136.908139度）、中央本線の合流地点は古渡信号場（北緯35度8分40.6秒 東経136度54分24.8秒 / 北緯35.144611度 東経136.906889度）であった。本連絡線は1930年（昭和5年）4月1日に廃止された。線路跡は道路として整備され戦後まで残っていたが、その後は跡地の宅地化が進み、痕跡はほとんど残っていない。

名古屋鉄道
- 名鉄三河線三河知立駅 - 名鉄名古屋本線知立信号所間（知立連絡線）
  - 愛知電気鉄道（名古屋本線東部の前身会社）が三河鉄道（三河線の前身会社）との貨物相互直通運用のため1928年に建設、名古屋本線東部および三河線の貨物営業が廃止された1984年まで貨物線として使用された。このうち1950年から1959年までの間は旅客運用も実施しており、1959年に現・知立駅および現在の配線が完成するまでは知立連絡線を経由して名古屋本線と三河線との直通運転を行っていた。廃止後、路盤は段階的に整理され、現在では唯一あった踏切のレールのみ、残っている。

名古屋鉄道と近畿日本鉄道
- 名鉄名古屋本線新名古屋駅（現在の名鉄名古屋駅） - 近鉄名古屋線近畿日本名古屋駅（現在の近鉄名古屋駅）間
  - 近鉄名古屋線が狭軌であった時代、名古屋駅で名鉄と近鉄の線路がつながっており、定期旅客列車の直通はなかったものの、1950年から1952年まで団体列車の乗り入れが行われていた。新名古屋駅の改造・配線変更に伴い1954年に廃止。

名古屋鉄道とJR東海
- 名鉄犬山線新鵜沼駅 - 高山本線鵜沼駅間（鵜沼連絡線）
  - 名鉄と高山本線方面との貨車受け渡しのために建設されたもので、戦前から存在した。当初設置されたものは新鵜沼駅から右カーブし、国鉄鵜沼駅東側でスイッチバックして岐阜方に向かって鵜沼駅構内に進入する線路であった。1932年には（高山本線内は蒸気機関車に牽引させる形で）この線路を経由した直通旅客列車が運行されている。高山駅方面に向かうために、列車は国社連絡線の突き当たりと鵜沼駅で2回方向を転じていた。戦後は「北アルプス」（当初は準急「たかやま」）の運行にも使用された。1972年には、高山本線高山方からこの連絡線に接続する短絡線（渡り線）が設置され、「北アルプス」の方向転換は解消された。しかし、同列車が2001年に廃止されたため、分岐器が撤去されて線路が切断された。線路自体はJR鵜沼駅脇に名鉄の電留線があったため、名鉄新鵜沼駅の引き上げ線として残っていたが、2008年までに使用されなくなり、線路は2011年初頭までに完全に撤去され、跡地は道路に転用された[11]。

京阪電気鉄道と近畿日本鉄道
- 京阪本線丹波橋駅 - 近鉄京都線桃山御陵前駅（駅南側）、伏見駅（駅北側）
  - 旧奈良電時代の1945年より、近鉄京都線が堀内駅を廃止した上で丹波橋駅の2番線と4番線に乗り入れる形で相互直通運転を開始。後に近鉄京都線の架線電圧昇圧が決定したことなどを受けて、1968年に近鉄京都線は旧堀内駅跡に近鉄丹波橋駅を設けて独立、同時に相互直通運転も廃止された。ただし両線を結ぶ連絡線は翌1969年まで存続した。

阪神電気鉄道と京阪神急行電鉄（現在の阪急電鉄）
- 今津駅構内（阪神本線と阪急今津線）
  - 戦時中の川西航空機関連の軍需輸送のため。戦後、阪急の車両が暴走して阪神電鉄線に侵入する事故（詳細）があり線路が分断、その後阪急側の駅移転・両者の高架化があり、痕跡は残っていない。かんべむさしの小説『決戦・日本シリーズ』にはこの連絡線がキーアイテムとして登場する。

JR西日本
- 阪和連絡線（関西本線八尾駅 - 阪和線杉本町駅間）
  - 正式には関西本線の支線であった。和歌山方面への貨物列車運転のために1952年開通した。1965年にはこの区間を経由する特急「あすか」が運転を開始し、それに合わせて旅客営業キロも設定された。「あすか」は利用客の不振から1967年に廃止されたが、営業キロの設定はその後も残り、国鉄民営化後の1988年以降臨時の旅客列車が複数設定されていた。民営化に際してはJR貨物も第2種鉄道事業の免許を保有した。その後2003年にJR貨物の免許は廃止となり、2009年に路線自体も廃止となった。

九州旅客鉄道（JR九州）
- 陣原駅 - 東水巻駅間（鹿児島本線門司港駅方面と筑豊本線直方駅方面）
  - 直通運転に使用。愛称名「福北ゆたか線」はこの区間を含んでいた。折尾駅の連続立体交差化に伴って配線が変更され、2022年3月11日限りで廃止となった。

日本国有鉄道と福岡市交通局
- 筑肥線姪浜駅 - 地下鉄1号線（現：空港線）室見駅
  - 1981年の地下鉄開業時に室見 - 姪浜が未成であったため、姪浜車両基地との連絡用として暫定的に接続。筑肥線は非電化であったため、蓄電池機関車で牽引して入出庫を行っていた。1983年に地下鉄の姪浜延伸・筑肥線の電化が完成したため廃止。

### 日本国外の連絡線
ニューヨーク市地下鉄
ニューヨーク市地下鉄には、異なる路線間をつなぐ"Connection"と呼ばれる線路があり、「連絡線」と訳される。詳細はニューヨーク市地下鉄の路線の一覧を参照。
バンコク・スカイトレイン
バンコク都内を中心に走るバンコク・スカイトレイン（BTS）のターミナル駅であるサイアム駅には、スクムウィット線とシーロム線をつなぐ連絡線が設けられている。シーロム線内には車両基地がないため、普段はシーロム線で使用する車両（車両はスクムウィット線と共通運用）の出入庫に使用している。ほかにも、この2路線はそれぞれ独立して運行されており通常時はこのサイアム駅で乗り換えとなるが、輸送障害の発生などでダイヤが乱れた際には、突発的にこの連絡線を介して相互に乗り入れを行うこともある。